# Spirometrie

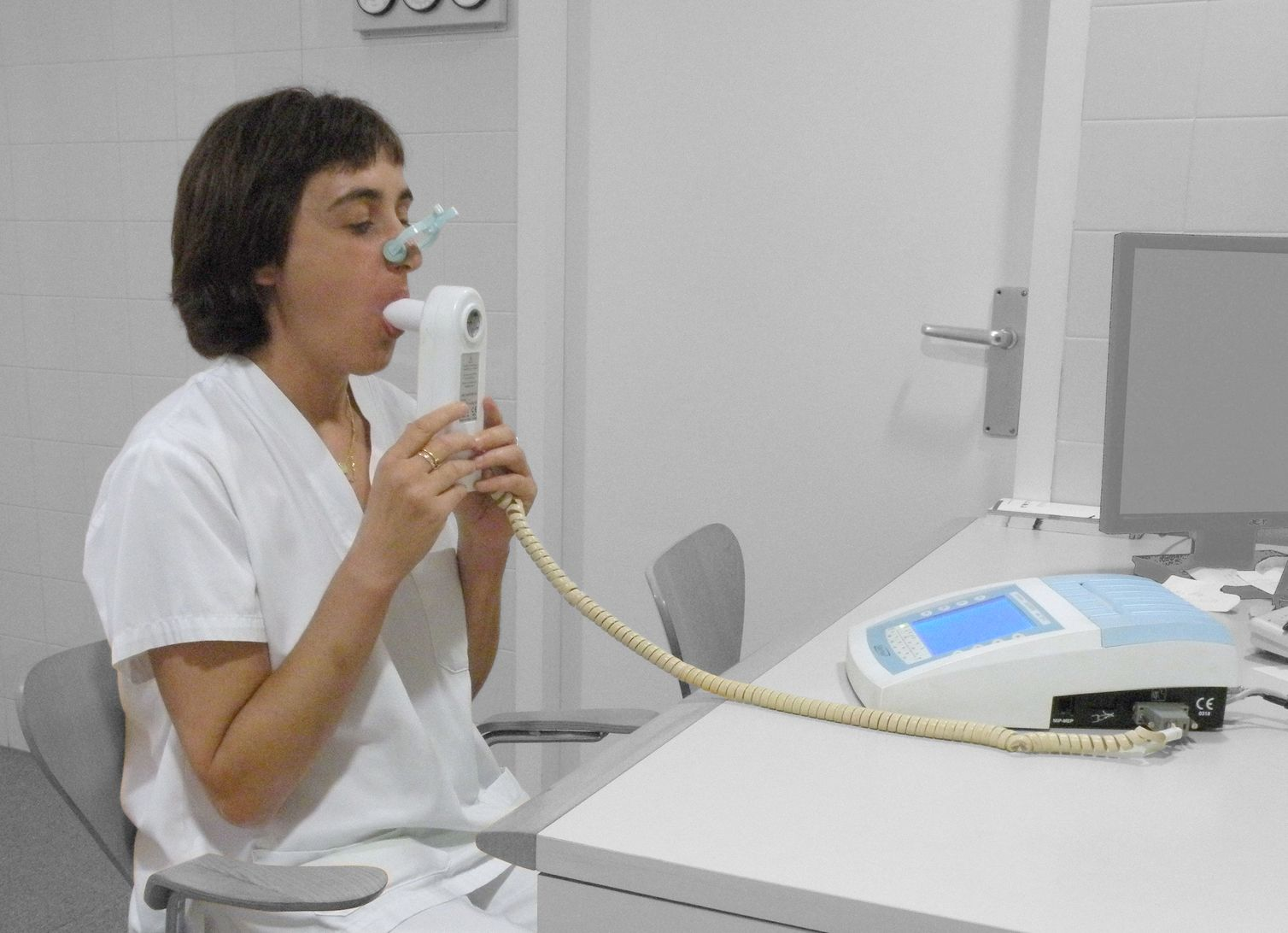
Provádění spirometrie.

Křivka průtok-objem.

Spirometrie je vyšetření, při kterém lékař zjišťuje funkci pacientových plic. Takové vyšetření se provádí pomocí spirometru – přístroje, který zaznamená pacientovo dýchání.
Spirometrie testuje schopnost pacientových plic nadechnout a vydechnout. Díky spirometru se tak dýchání zaznamená jako graf ukazující objem plic v závislosti na čase.
Na takové vyšetření je pacient posílán při respiračních potížích, pocitech dušnosti, dlouhodobějším kašli, před operacemi hrudníku a při sledování účinnosti léčby nemocí plic. Spirometrie je prováděna na specializovaných odděleních. Základní vyšetření však může provést i praktický lékař nebo samotný pacient dle instrukcí lékaře. Vyšetřovaný by před provedením testu neměl kouřit a neměl by být krátce po jídle.

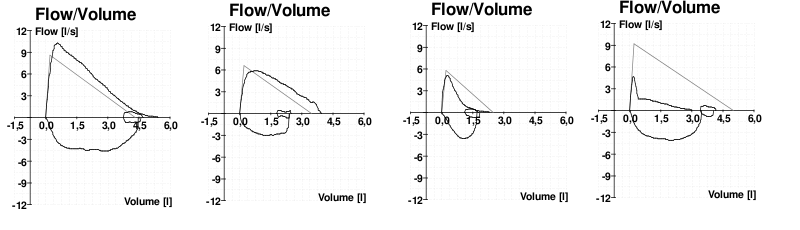
Příklady výstupu funkčních spirometrických vyšetření.